# M/S Costa Pacifica
M/S Costa Pacifica är ett kryssningsfartyg som går för Costa Cruises. Fartyget är av Concordia-klass och registreringshamnen är Genua. Fartyget är byggt av Fincantieri i Sestri Ponente, Italien. 

## Beskrivning
Fartyget beställdes den 14 december 2005 och den förliga delen blev sjösatt den 24 juni 2007 i Fincantieri i Palermo, Italien och bogserades sen till Genua för att färdigställas. Den 30 juni 2008 sjösattes hela fartyget. I februari 2008 gjorde fartyget provturer. Den 29 maj 2009 levererades fartyget till Costa Cruises. Den 5 juni 2009 blev fartyget döpt samtidigt som M/S Costa Luminosa i Genua och sattes in på kryssningar samma dag. Fartyget är 290 meter lång och 36 meter bred. Fartyget kan ta 3 004 passagerare och har 3 800 hytter. Fartyget har sex systerfartyg M/S Costa Concordia (som sjönk utanför ön Giglio i Italien, 2012), M/S Costa Serena, M/S Carnival Splendor, M/S Costa Favolosa och M/S Costa Fascinosa.